# GTi
GTi staat voor Gran Turismo Iniezione. De term werd populair nadat Volkswagen hem in 1976 gebruikte als modelnaam voor een sportieve versie van de Volkswagen Golf met een vermogen van 110 pk. Hij werd echter daarvoor al gebruikt door onder andere Maserati, zoals bij de Maserati 3500 GTi uit 1959.
Na Volkswagen lanceerden ook andere merken GTi-varianten van hun modellen. Opel hernoemde de bestaande GT/E modellen naar GSi (Opel Kadett, Opel Manta) en Peugeot kopieerde de GTi aanduiding. Toyota noemde haar uitvoeringen deels GTi, deels GTSi (Gran Turismo Sport Injection).
GTi is een benaming geworden voor snelle hatchbacks, vaak uitgerust met een motor met meer inhoud en vermogen dan het standaard model.

## Automodellen met GTi benaming

### Nog in productie
- Volkswagen Up!
- Volkswagen Polo
- Volkswagen Golf
- Peugeot 208
- Peugeot 308

### Niet meer in productie
- Citroën AX
- Citroën BX
- Citroën CX
- Citroën Visa
- Volkswagen Lupo
- Volkswagen Scirocco
- Peugeot 106
- Peugeot 205
- Peugeot 206
- Peugeot 306
- Peugeot 309
- Peugeot 505
- Peugeot 604
- Suzuki Swift
- Toyota Celica
- Toyota Corolla
- Toyota Carina E
- Toyota MR2
- Nissan Almera
- Nissan 100NX

### Alternatieve benamingen
Bepaalde fabrikanten geven hun GTi's alternatieve benamingen. Soms beperkt de term zich tot een aangepast uitrustingsniveau, die een sportiever uiterlijk en een interieur met sportstoelen bevat, maar doorgaans bedoelt men toch een grondig aangepaste versie van het standaard productie model, die over een snellere motor en aangepast onderstel beschikt.
Voorbeelden zijn:
- Alfa Romeo 145 QV (Quadrifoglio Verde)
- Fiat Punto Sporting
- Ford Escort XR3 & XR3i
- Ford Escort RS2000
- Honda Civic VTi
- Honda Civic Type R
- Peugeot 106 Rallye & XSi
- Renault Clio RSi